# Ferrocarril en Navarra

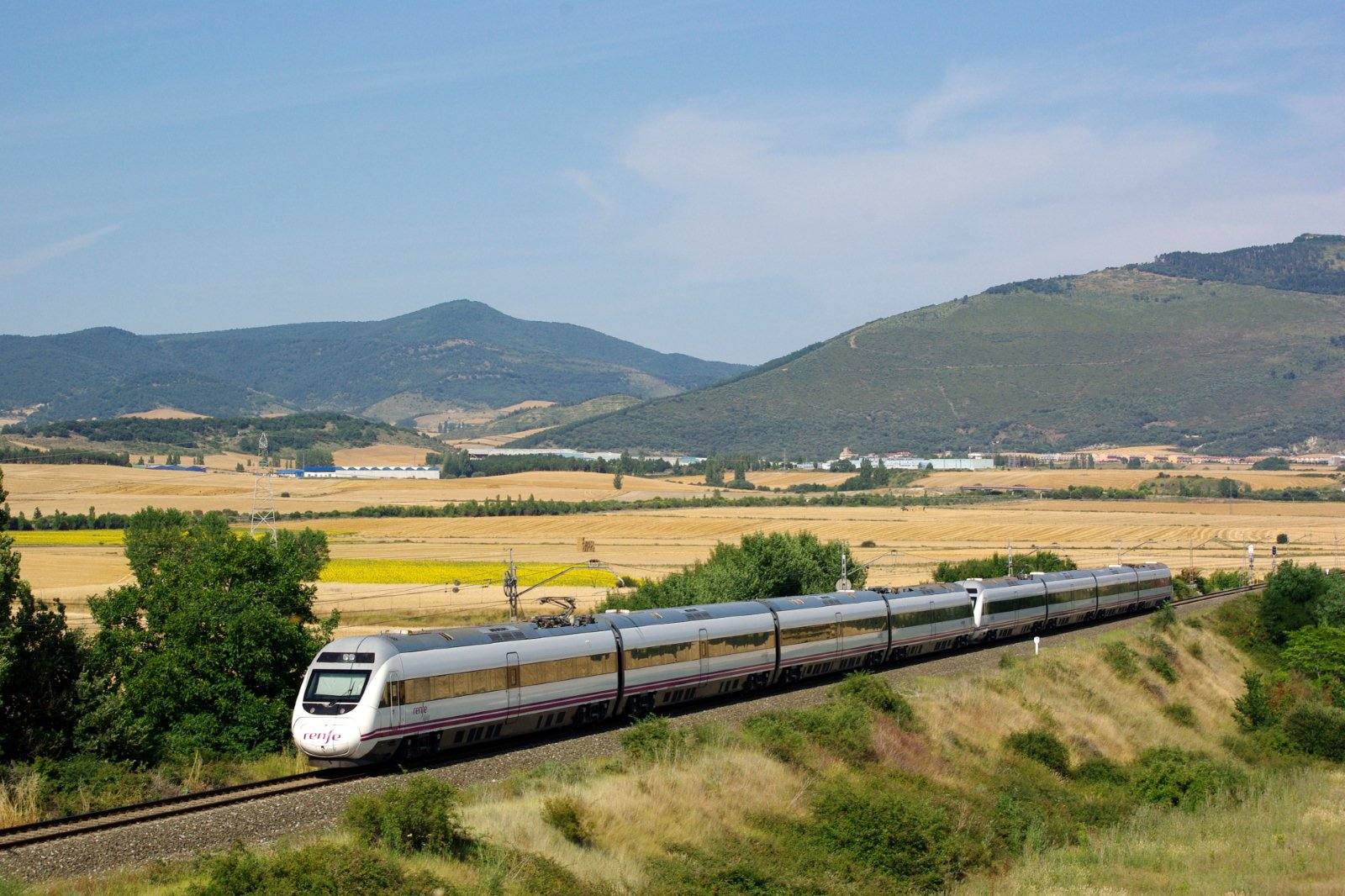
Tren con destino Pamplona

El desarrollo del ferrocarril en Navarra como medio de transporte de masas ha sido inferior al de otras regiones de España y Europa. En la actualidad (2013), Navarra cuenta con tres líneas ferroviarias que totalizan una red de 175 km. Las citadas líneas son: Madrid-Irún/Hendaya, Alsasua-Zaragoza (ver artículo línea de ferrocarril Castejón de Ebro-Alsasua) y Bilbao-Castejón. Toda la red está electrificada, pero solo una pequeña fracción (los tramos de la Madrid-Irún y desde Castejón hasta la frontera navarroaragonesa) cuentan con vía doble. Todas las vías actuales tienen el ancho ibérico (1668 mm). En un futuro, el TAV contará con el ancho UIC (1435 mm).
El Gobierno de Navarra firmó en 2010 el convenio económico para construir el Tren de Alta Velocidad tras discutir la fórmula de financiación del Corredor Navarro de Alta Velocidad, Zaragoza-Pamplona-Y vasca. Las obras empezaron en 2011 en un pequeño tramo entre Cadreita y Villafranca, y en 2013 entre Castejón y Cadreita. Se desconoce, a fecha de 2025, si el nudo con la Y vasca será en su centro (por Ezkio-Itsaso) o en Vitoria.

## Servicios del ferrocarril actual

Mapa de velocidades, número de vías y electrificación en La Rioja, Navarra y País Vasco (solo Adif).

Renfe Operadora presta dos tipos de servicio en la Comunidad Foral. Los más frecuentados en cuanto a número de pasajeros transportados son los de Media Distancia. La ruta más transitada es la Logroño-Castejón-Zaragoza, de hecho entre Castejón y Zaragoza puede haber 7 circulaciones de Regional Exprés por día y sentido. En segundo lugar viene la Castejón-Pamplona-Vitoria, en la que circulan 4-5 trenes cada día entre las dos primeras terminales, y 3 trenes entre la capital y Vitoria. Una tercera ruta sirve tangencialmente a Navarra, en concreto a la Burunda, con trenes Regional Exprés en el corredor Irún-Vitoria, a razón de tres frecuencias diarias por sentido. Todos estos servicios son administrados por las Gerencias Norte y Centro de la UN de Media Distancia.

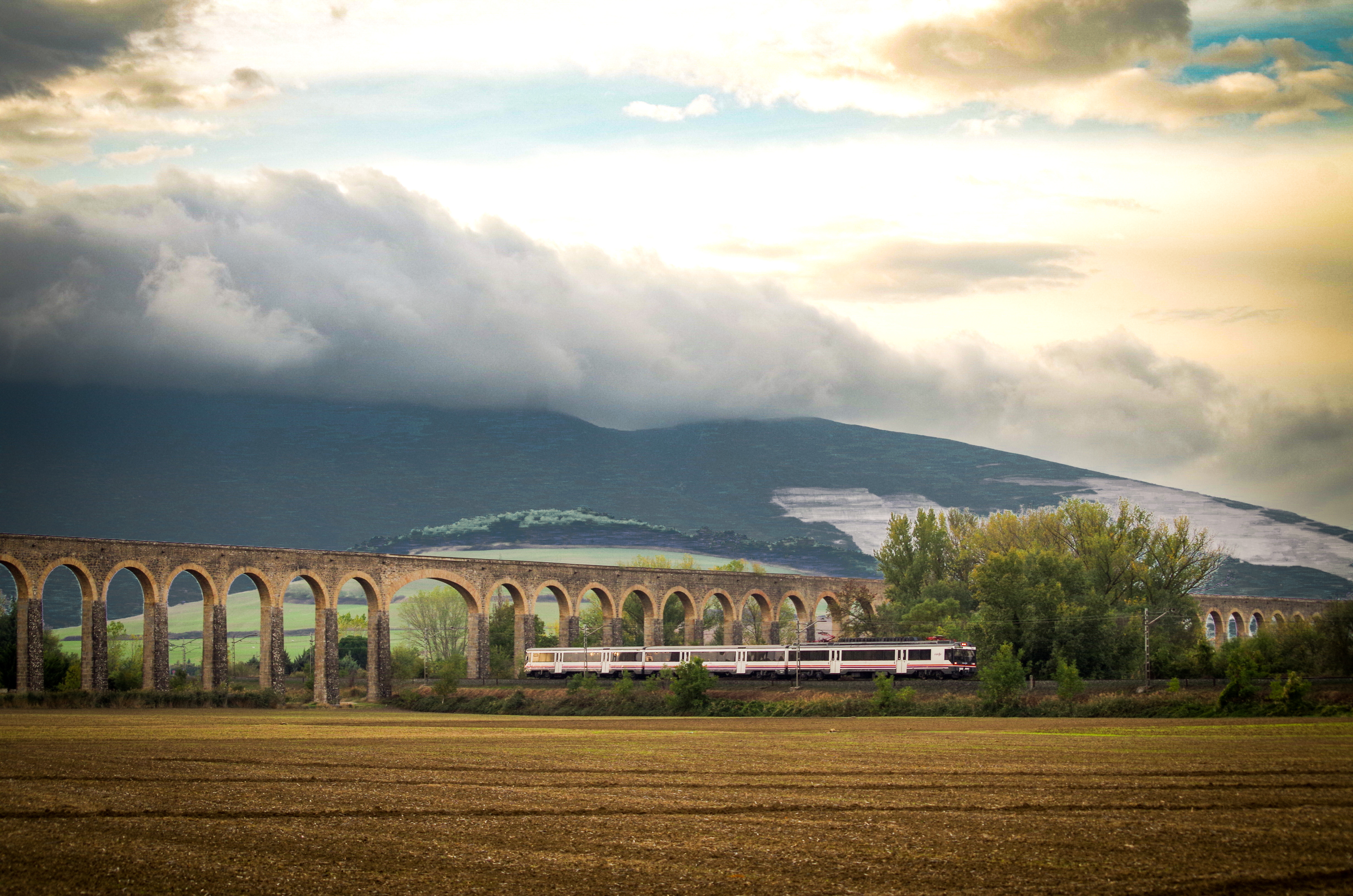
Tren circulando bajo el acueducto de Noáin

No obstante, el servicio estrella es sin duda el Talgo Altaria, inaugurado en 2003, que une Pamplona con Madrid Puerta de Atocha cuatro veces todos los días laborables, siendo dos de estos trenes término en la capital, mientras que un tercero prosigue hasta Irún y el cuarto hasta Vitoria. Todos los trenes hacen el recorrido entre Pamplona y Madrid en menos de 4 h, utilizando la vía AVE desde Ricla hasta Madrid, en la que alcanzan velocidades de 220 km/h.
El 16 de mayo de 2009, se firmó el convenio del TAV, mediante el cual, se cerraban trece años de retrasos y esperas.

## Vías de ferrocarril extintas
En Navarra han existido otras vías de ferrocarril, que actualmente no están en uso como tales, siendo algunas de ellas utilizadas como vías verdes. Algunas de estas antiguas vías:
- Ferrocarril Pamplona-San Sebastián "El Plazaola". Vía verde del Plazaola.
- Ferrocarril Vasco-Navarro (Estella-Vitoria).
- Ferrocarril Soria-Castejón.
- Ferrocarril Tudela-Tarazona "Tarazonica" Vía verde del Tarazonica".
- Ferrocarril Pamplona-Sangüesa "El Irati".
- Ferrocarril del Bidasoa "Tren Txikito".
- Ferrocarril Cortes de Navarra-Borja

## Propuesta tranviaria para el Área Metropolitana de Pamplona
La capital navarra ha asistido, durante la campaña electoral previa a las elecciones municipales de 2007, a varias propuestas para complementar su red de transporte público con un tranvía, que ha sido además un denominador común en todas las candidaturas políticas presentadas al Ayuntamiento. Ya existió, a principios del siglo XX, un tranvía, explotado como parte de "El Irati", que unía, en un tramo urbano, la antigua estación del Norte de Pamplona, sita en el mismo emplazamiento que la actual, con una estación terminal ubicada sobre el actual aparcamiento del Rincón de la Aduana. Desde ella, un segundo tramo, interurbano, partía, a través del Paseo de Sarasate, la Avenida de San Ignacio, Calle Bergamín y la actual avenida de la Baja Navarra, hacia Burlada, Villava y finalmente Huarte, en un trayecto muy parecido al que ahora realiza la línea 4 del TUC. Más allá de Huarte, el trazado adquiría las características convencionales de un ferrocarril de vía métrica de principios del siglo pasado. Se le puede considerar un precedente de los actuales sistemas tren-tram o tram-tren, dado que los convoyes procedentes de Aoiz y Sangüesa entraban - en estos primeros años - a Pamplona por este trazado tranviario.